# Lancaster University Leipzig
Lancaster University Leipzig ist ein Campus der britischen Lancaster University. Er wurde 2020 eröffnet und ist der erste Campus einer staatlichen britischen Universität in Deutschland.
Die angebotenen Studiengänge sind äquivalent zu denen am Heimcampus in Lancaster, und die Unterrichtssprache ist Englisch. In Leipzig werden primär Bachelor- und Master-Studiengänge in Informatik und Betriebswirtschaftslehre angeboten. Absolventen erhalten ihren Abschluss regulär von der Lancaster University.

## Geschichte
Leipzig ist der vierte internationale Campus der Lancaster University nach China, Ghana und Malaysia. Ausschlaggebend für die Standortwahl waren Leipzigs Wirtschaftswachstum, wachsende Anzahl von Studierenden und touristische Anziehungskraft.
Der Lehrbetrieb begann im Januar 2020. Insgesamt gibt es Studierende aus über 45 Ländern.
2022 bezog die Hochschule ihren neuen Campus in der Strohsackpassage im Stadtzentrum von Leipzig.

## Bildungsangebot
Die Lancaster University Leipzig bietet eine Reihe von Studiengängen der Lancaster University, primär in den Bereichen Informatik und BWL. Die Unterrichtssprache ist komplett Englisch. Das Angebot umfasst:
- Foundation-Programme (für Studierende, die die Anforderungen der Bachelor-Studiengänge noch nicht erfüllen)
- Bachelor-Programme (bspw. Business Management, Computer Science u. a.)
- Pre-Master-Programme
- Master-Programme (bspw. in Business, Logistics & Supply Chain Management, Cyber Security)

Ein Teil des Studiums kann im Rahmen eines Auslandssemesters oder -jahres am Stammcampus in England absolviert werden.

## Studiengebühren
Die Hochschule erhebt Studiengebühren, die mit denen privater Hochschulen in Deutschland vergleichbar sind, aber unterhalb der Gebühren am Stammcampus in Lancaster liegen. Zur Studienfinanzierung kooperiert die Hochschule mit Chancen eG (Umgekehrter Generationenvertrag).